# Крымский федеральный университет имени В. И. Вернадского
Кры́мский федера́льный университе́т и́мени В. И. Верна́дского — российский федеральный университет в Симферополе. Создан в 2014 году после аннексии Крыма Россией на базе Таврического университета имени Вернадского, включив в себя восемь академий и институтов, семь колледжей и центров, 11 филиалов по всему Крыму и 7 научных организаций. Крупнейшее высшее учебное заведение Республики Крым.
Назван в честь академика Владимира Ивановича Вернадского.

## История
Намерения создать новый федеральный университет были высказаны 31 марта 2014 года председателем правительства Д. А. Медведевым на заседании правительства в Симферополе. 10 апреля в интервью газете «Известия» министр образования и науки России Д. В. Ливанов сообщил, что будет создан федеральный университет «на базе „Таврического университета имени Вернадского“».
Университет образован 4 августа 2014 года путём объединения:
Образовательные организации
- Таврический национальный университет имени В. И. Вернадского (в том числе колледж университета, научная библиотека и Центр компьютерных технологий)
- Национальная академия природоохранного и курортного строительства
- Южный филиал НУБИПУ «Крымский агротехнологический университет» (включая Бахчисарайский колледж строительства, архитектуры и дизайна, Крымский агропромышленный колледж, Прибрежненский аграрный колледж, Крымский техникум гидромелиорации и механизации сельского хозяйства)
- Гуманитарно-педагогическая академия (город Ялта, включая Евпаторийский институт социальных наук, Институт педагогического образования и менеджмента и Экономико-гуманитарный колледж)
- Крымский экономический институт
- Крымский институт информационно-полиграфических технологий (включая Отделение подготовки младших специалистов)
- Крымский государственный медицинский университет имени С. И. Георгиевского (включая Медицинский колледж)

Научные организации
- Крымский научный центр
- Отдел сейсмологии Института геофизики имени С. И. Субботина
- Крымский научно-методический центр управления образованием
- Крымское отделение Института востоковедения имени А. Е. Крымского
- Головной территориальный научно-исследовательский и проектный институт «КРЫМНИИПРОЕКТ»
- Крымская опытная станция Национального научного центра «Институт экспериментальной и клинической ветеринарной медицины»
- Крымская горно-лесная научно-исследовательская станция

Число студентов КФУ составляет 34 355 человек. Общая численность работников вуза составляет 6567 человек, в том числе профессорско-преподавательский состав — 2851 человек.
25 марта 2015 года университет успешно завершил процедуру государственной аккредитации образовательной деятельности.
После аннексии Крыма Россией находившийся в Симферополе Таврический университет был перенесён украинскими властями в Киев. В январе 2015 года российскими властями был создан Крымский федеральный университет. 7 украинских университетов и колледжей и 5 исследовательских центров, а учебные корпуса, общежития и материальные ресурсы были экспроприированы. По данным за 2015 год, в университете обучается 36 433 студента, а за 2019 год — 30 790 студентов.
Крымский федеральный университет не имеет аккредитации в международных организациях, диплом не признаётся нигде за пределами России. Международное академическое сообщество ограничивает взаимодействие с институтами и учёными, зарегистрированными на оккупированной территории. Крымские студенты не могут стажироваться за пределами России.
15 мая 2020 года Украина ввела санкции против университета, активы учреждения были заблокированы на территории Украины, прекращён культурный обмен, научное сотрудничество и иные контакты.

## Рейтинги
В 2022 году университет вошел в Международный рейтинг «Три миссии университета», где занял позицию в диапазоне 1101—1200 и в диапазоне 48-53 среди российских вузов глобального рейтинга.
В предметных рейтингах RAEX занимает 13-е место в направлении «Пищевые технологии» и 20-е место в направлении «География».